# La nave per Kobe
La nave per Kobe. Diari giapponesi di mia madre è un saggio autobiografico dell'autrice italiana Dacia Maraini del 2001, classificatosi terzo al Premio letterario nazionale per la donna scrittrice nel 2002.

## Contenuto
Nel 1938 i genitori dell'autrice, l'etnologo fiorentino Fosco Maraini e la pittrice palermitana Topazia Alliata, s'imbarcano con la piccola Dacia per un lunghissimo viaggio per mare che, partendo da Brindisi e toccando Porto Said, Aden, Bombay, Colombo, Singapore, Manila, Hong Kong e Shanghai giungerà fino al porto giapponese di Kōbe.
Sarà proprio nel paese del Sol Levante che i Maraini passeranno gli anni successivi, che vedranno anche la nascita della secondogenita Luisa (detta Yuki) e della terzogenita Antonella (detta Toni) e, dopo l'8 settembre 1943, l'internamento della famiglia in un campo di prigionia per civili nemici poiché Fosco, convinto antifascista, non ha voluto dichiarare l'adesione alla Repubblica Sociale Italiana.
Partendo dai diari della madre Topazia, l'autrice rievoca i ricordi della sua infanzia, il profilo morale dei suoi genitori e il modo in cui questi hanno poi influito sulla sua personalità: il suo essere percepita dai bambini giapponesi come una "straniera" che faceva da contrasto con il suo voler giungere ad un'integrazione la più perfetta possibile nel paese che la ospitava; preoccupazione in parte condivisa anche dai suoi genitori, che avrebbero voluto dare alle loro figlie nate in Giappone dei nomi giapponesi (Yuki e Akiko) e avevano sottoposto la secondogenita, ai tempi della loro permanenza in Hokkaidō, ad una sorta di "battesimo" ainu.
In coda al libro si trovano le riproduzioni di alcune delle pagine più significative dei diari di Topazia Alliata, corredate di fotografie scattate all'epoca.

## Edizioni
- La nave per Kobe. Diari giapponesi di mia madre, collana Scala italiani, Milano, Rizzoli, 2001, ISBN 88-17-86835-3.
- La nave per Kobe. Diari giapponesi di mia madre, Milano, Mondolibri, 2002.
- La nave per Kobe. Diari giapponesi di mia madre, collana BUR. La Scala, Milano, Rizzoli, 2003, ISBN 88-17-10716-6.
- La nave per Kobe. Diari giapponesi di mia madre, collana BUR. Contemporanea, Milano, Rizzoli, 2012, ISBN 978-88-17-06128-5.